# Joy Melbourne 94.9 FM
JOY 94.9 (nome de sinal: 3JOY), emite na 94.9 FM em Melbourne, e é a primeira e única estação de rádio comunitária gay e lésbica da Austrália.

## História

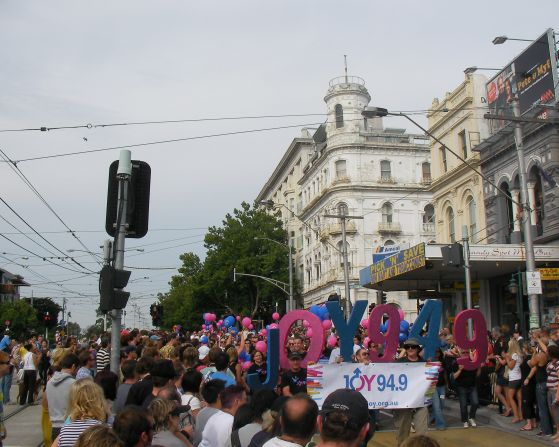
JOY 94.9 na marcha de orgulho gay de Midsumma, em Março, na Fitzroy Street, St Kilda.

Sob a sua licença original chamada JOY Melbourne Independent Community Broadcasters Association, JOY 94.9 começou a sua primeira transmissão de teste a 1 de Dezembro de 1993 (dia mundial da AIDS) em Melbourne em 90.7 MHz. JOY continuou a transmitir através de transmissões temporárias de teste, maioritariamente a tempo parcial partilhando a frequência 90.7 com outras transmissões comunitárias. 
De entre as, aproximadamente, 20 licenças de rádio aspirantes em Melbourne, JOY Melbourne foi a única em quatro a ser dada uma licença de transmissão a tempo total em 2001 (as outras rádios eram a SYN FM, Light FM e 3KND). Na sua candidatura ao regulador de transmissão australiano (Australian Broadcasting Authority) JOY candidatou-se a uma licença comunitária em toda Melbourne. Contudo JOY Melbourne ficou com sucesso na licença da cidade de Melbourne onde competiu com a City-FM.
JOY Melbourne começou com transmissão a tempo inteiro na sua licença permanente em Janeiro de 2002 na sua frequência atual de 94.9 MHz.
Em Julho de 2008, depois de 14 anos no cimo de uma loja de ferramentas no número 268 Coventry Street, Sul de Melbourne, JOY 94.9 mudou-se para o nível 9, do número 225 da Bourke Street, Melbourne, como parte da iniciativa da "Vila da Cidade" na cidade de Melbourne.

### Linha de tempo
Ver também 'JOY Timeline'
1993 JOY começou a transmitir no Dia Mundial da AIDS (1 de Dezembro) em 90.7 FM. As primeiras palavras ditas (apesar de acidentais) foram pelo fundador John Oliver, "Posso ter um café e depois começamos?". A primeira música tocada (apesar de acidentalmente) foi de Jimmy Barnes. A primeira música "oficial" foi a Celebration de Kylie Minogue.
1995 Foi lançado o primeiro álbum de JOY "The Strip - Pride and JOY".
1996 Tomou lugar a primeira transmissão exterior completa a partir do The Outlook em Commercial Road, Prahran - continuou por 3 semanas, 24 horas por dia.
1998
Paul Terdich é apontado como o Gerente da Estação JOY e supervisionar o crescimento inicial da estação e mais tarde a candidatura da tempo inteiro. Fica durante quase 10 anos. JOY inicialmente, partilhava a frequência 90.7 com a rádio muçulmana para que os ouvintes pudesse acordar com música de divas da discoteca e a seguir serem chamado para uma reza muçulmana.
2001 É dada a JOY a licença a tempo inteiro pela ABA em Dezembro.
2002
JOY começa a transmitir a tempo inteiro na nova frequência 94.9 FM.
JOY recebe uma doação da Fundação de Jovens Australianos para treinar jovens homossexuais na rádio. Seis anos mais tarde, mais de 70 jovens tinham passado pelo programa FYA.
2003
JOY celebra o seu décimo aniversário. Existiu muito bolo.
2004
JOY torna-se a maior comunidade gay e lésbica baseada numa organização, na Austrália.
2006
A licença a tempo inteiro da JOY é renovada.
2007
Stephen Hahn é apontado para Director da Estação JOY e supervisiona o planeamento de mover JOY do Sul de Melbourne para a Cidade Vila em Bourke Street, Melbourne.
2008 JOY transmite em cooperação, dentro das barricadas no trigésimo Mardi Gras Gay e Lésbico de Sydney, com a estação de Sydney 2SER.
Em março, a JOY começa a construção de um novo estúdio de transmissão na sua nova casa no último andar do número 225 de Bourke St Melbourne e começou a transmitir na nova localização a 13 de Junho.
Em Junho, a JOY lançou a sua revista Hear Here.
2009 Em Julho, Stephen Hahn demite-se de Diretor Geral.
Em Novembro, Danae Gibson começa como Diretora Geral.
A 1 de Dezembro, JOY 94.9 celebra 16 anos de transmissão.
2010 O apresentador de longa data do Allegro Non Troppo, CBAA e membro do quadro da JOY e da JOY Melbourne Inc morre a 16 de Junho de 2010.
2011 Em Junho, a aplicação da JOY 94.9 é lançada através da loja iTunes permitindo a pessoas de todo o mundo terem a JOY consigo, em qualquer lugar. Ainda, em Junho, Danae Gibson demitiu-se de Diretora Geral para começar a ser Diretora Geral no  Melbourne Queer Film Festival.
1 de Dezembro– celebra o seu 18º aniversário.
2012 aniversário - faz 10 anos que a JOY se lançou oficialmente a tempo inteiro na sua nova frequência - 24 horas, 7 dias por semana, 365 dias por ano. E claro, com a atitude de fazer da equipa, JOY estava pronta para fazer em 3 semanas, o que muitos transmissores demoraram 6 a 12 meses a fazer a tempo inteiro na sua nova frequência.
2013
JOY 94.9 celebra o 20º aniversário.
2014
JOY 94.9 celebra o 21º aniversário.

## Programação
JOY 94.9 é a primeira rádio na Austrália a oferecer programa produzido por e direcionado especificamente à comunidade gay e lésbica e uma parte de indivíduos bissexuais, transgéneros e intersexuais. Os programas na JOY incorporam um misto de conversas, música e cultura especializada e programas de estilo, incluindo anúncios de eventos da comunidade, conselhos, serviços de suporte e ligações chave ajudando a comunidade gay e lésbica. JOY 94.9 também opera um novo serviço cobrindo notícias de eventos e problemas assim como o que preocupa a comunidade gay e lésbica e a sua rubrica amorosa, Saturday Magazine, continua a transmitir aos Sábados. A estação tem cerca de 250 voluntários.
JOY 94.9 utiliza transmissões online para chegar à audiência gay e lésbica no resto de Melbourne e do mundo.
Todos os apresentadores da JOY 94.9 são voluntários.

### Música
JOY toca uma grande variedade de música, com variações incluindo techno, música de mulher, electrónica, euro-house, disco, Audição fácil, Soft Rock e Pop, alternativa, jazz, clássica, trance, música independente, gospel, folk, blues, hardcore metal, industrial, retro, brit pop, R&B, Hip Hop, Soul, Remixes e mais.

### Programação especial
A base da ligação de JOY com a comunidade é uma série de dias de semana da programação especial introduzindo comentários dos ouvintes de JOY. Suplementando o conteúdo deste dia estão conversas com os ouvintes transmitindo das 7 da tarde até à meia noite cada dia da semana. A programação especial de fim de semana inclui casos actuais (Saturday Magazine), experiências da viagens (Detours, a partir do 13º ano), cultural (Orange Ribbon) e programa de lazer (Cravings) e ainda mais variados exemplos de programação.

### Notícias
JOY dirige uma cobertura de notícias nos dias de semana e fins de semana, de manhã. Muitos dos leitores encontraram emprego na indústria comercial, como Nathan Gardiner que é agora do grupo de discussão de notícias na Gold 104.3, e Anthony Laughton empregado na Nova/Classic Rock 91.5 e MTR 1377.
Os leitores de notícias da JOY são voluntários.

#### Q-mmunity Network News
QNN é um trecho de notícias produzido apenas durante a semana e é sindicado por várias estações de rádio pela Austrália. QNN é actualmente produzida por Jacob Holman, Matthew Thomson e Tania Lewis.